# Autoroute C-16 (Espagne)
L'axe autonome C-16 relie Barcelone à la Cerdagne alternant autoroute à péage, voie rapide, tunnel et route sur 135 km.
La majeure partie de son parcours se trouve sur l'itinéraire de l'axe européen E9 reliant Orléans à Barcelone.

## Histoire
Cet axe a pris sa dénomination actuelle en 2005 en remplacement de  concernant l'autoroute à péage et de  C-1411  pour la partie libre en prolongement.
C'est lors de l'ouverture du Tunnel du Cadi en 1984 que la liaison directe a été réalisée avec la Cerdagne, permettant ainsi de rejoindre facilement les routes  N-152  et  N-260 .

## Projets
Il est prévu de prolonger la partie libre de l'autoroute en direction du Tunnel du Cadi.

## Parcours

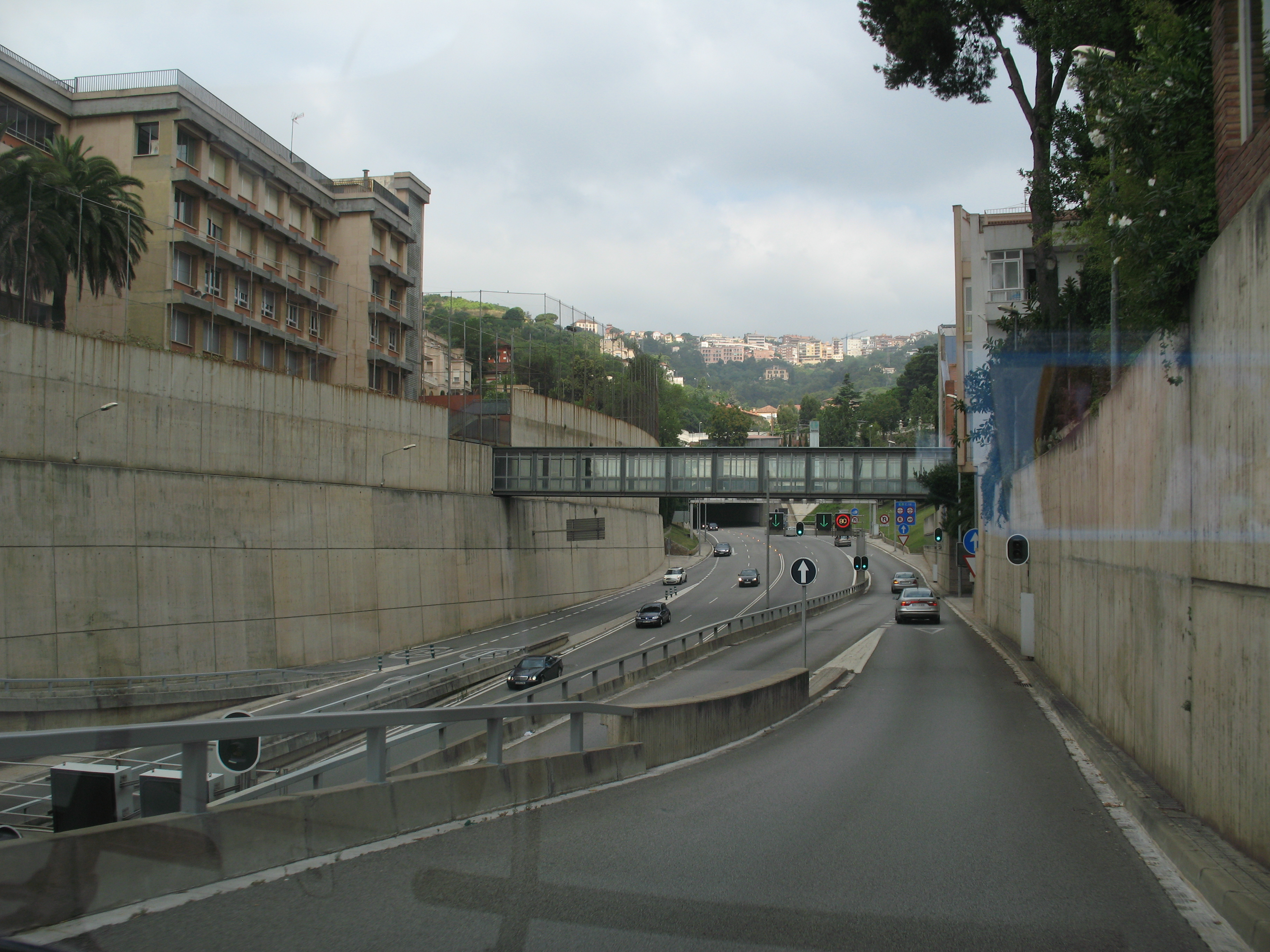
L'axe autoroutier C-16 au Nord de Barcelone.

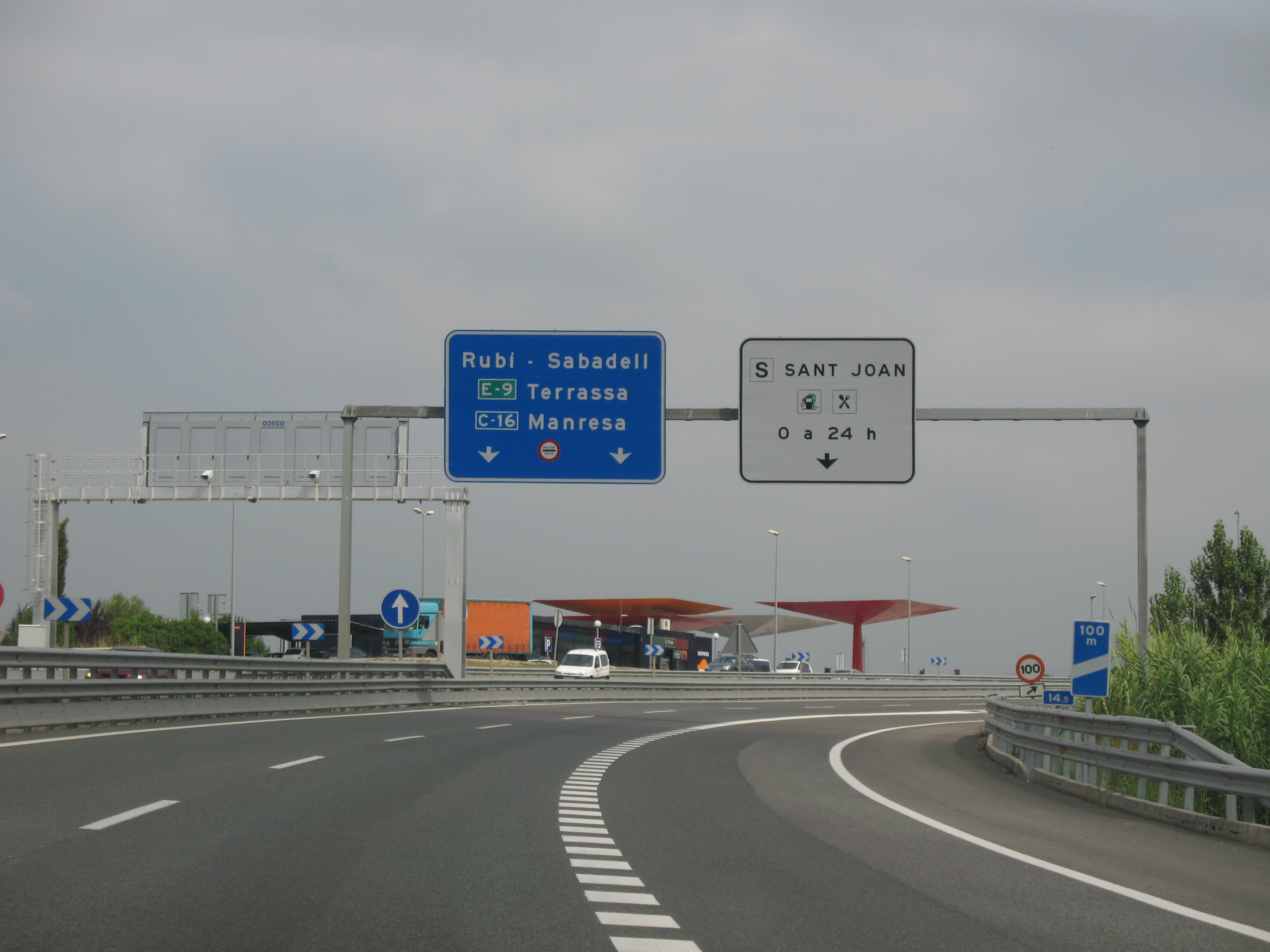
L'aire de service de Sant Joan sur l'axe C-16 en direction de Manresa.

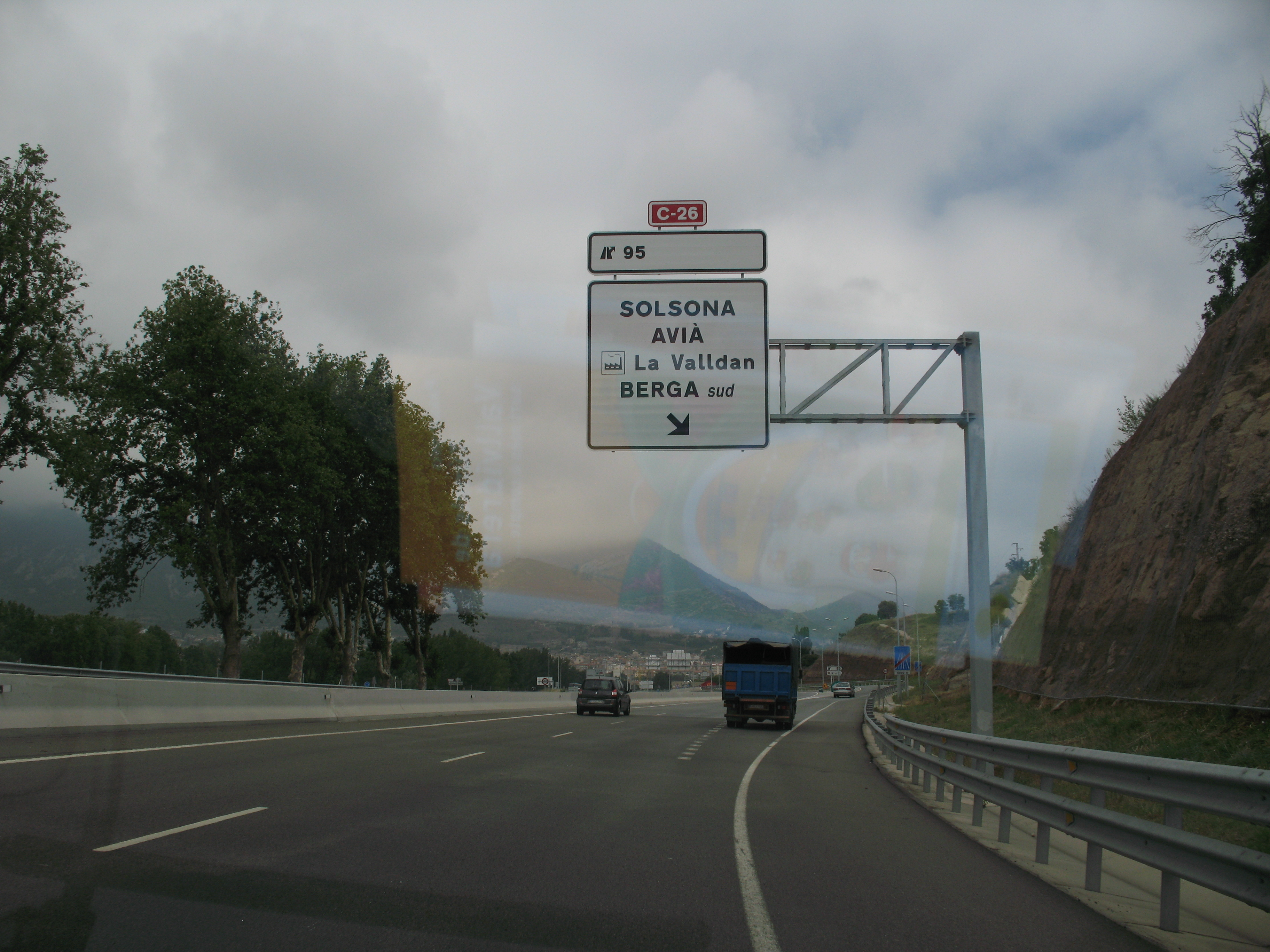
Échangeur n°95 avec l'axe C-26 et fin provisoire de la voie express sur la C-16 à Berga.

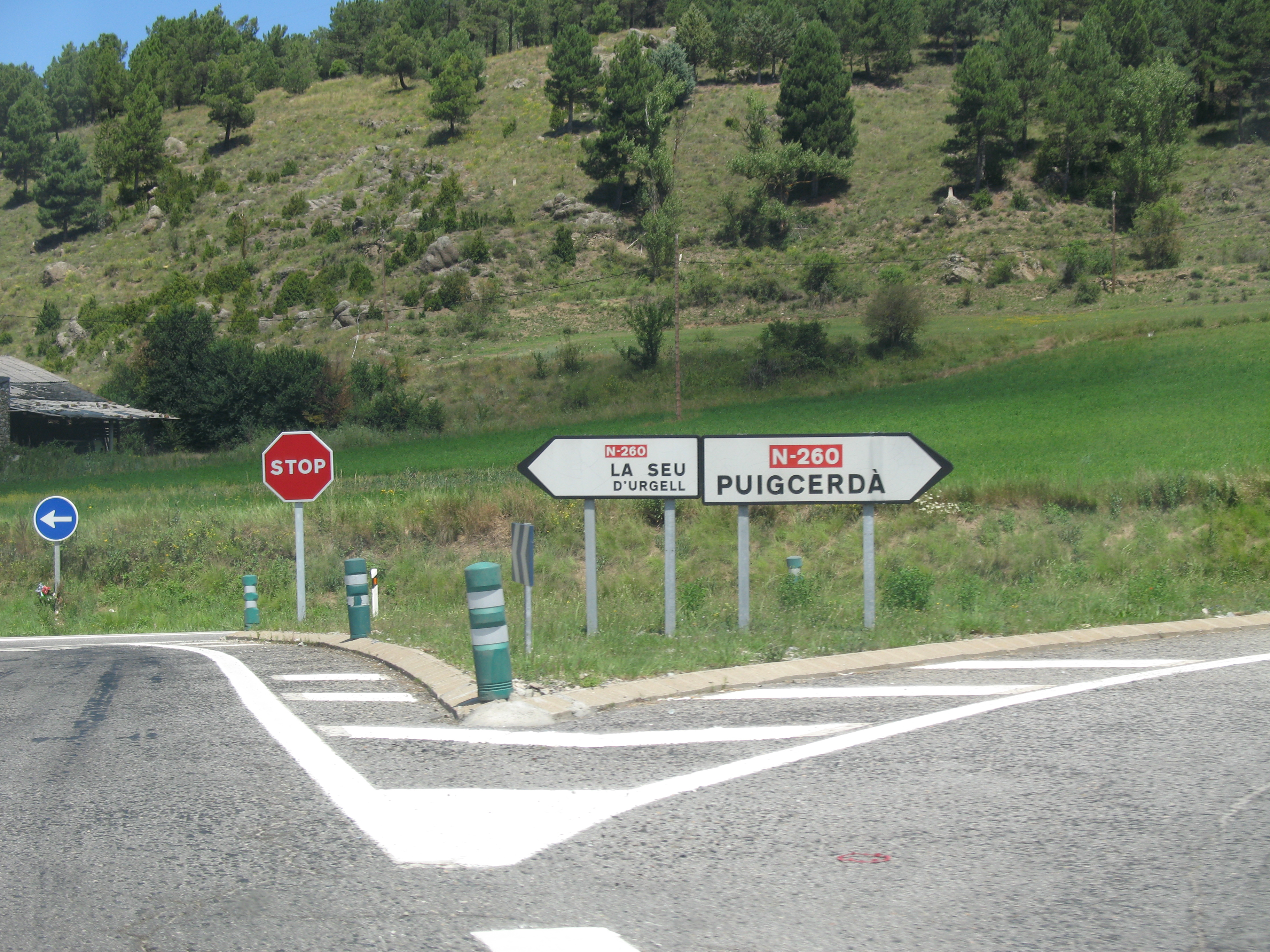
Fin de parcours de l'axe C-16 à proximité de Bellver de Cerdanya sur la N-260.

- Via Augusta à Barcelone, début d'autoroute
- 2  Échangeur autoroutier entre B-20 (rocade de Barcelone) et C-16
- Tunnel de Vallvidrera (2 513 m), section en 2+1 voies alternatives
- Péage de Vallvidrera; début de section en 2x2 voies
- Aire de service Túnels Vallvidrera (sens Barcelone-Cerdagne)
- 7 : La Floresta, Les Planes (BV-1462)
- Tunnel de la Floresta (440 m
- 8 (de et vers Barcelone) : Sant Cugat del Vallès, Valldoreix (BV-1462)
- Tunnel de Valldoreix-Mira-Sol (836 m
- 10 (de et vers Barcelone) :Sant Cugat del Vallès, Mira-Sol
- Tunnel de Can-Rabela (378 m
- 11/12 : Sant Cugat del Vallès
- 12 : Rubí
- 13  Échangeur autoroutier entre AP-7 et C-16 : Gérone, France ou Tarragone, Lérida, Valence
- Aire de service Sant Joan (dans les deux sens)
- 16/17 : Rubí, Sabadell ( C-1413a )
- 19 (de et vers Barcelone) : Terrassa-Sud, Les Fonts
- Échangeur autoroutier entre C-16 et C-58 (de et vers la Cerdagne) : Barcelone-nord, Sabadell, Girone
- 21/22 : Terrassa - Martorell ( C-243c)
- 23 : Terrassa-Ouest ( C-58) - Olesa de Montserrat
- 24  Échangeur autoroutier entre C-16 et B-40
- 26 : Olesa de Montserrat - Viladecavalls - Vacarisses ( C-58)
- 33 (de et vers la Cardaigne) : Vacarisses ( C-58)
- Aire de service Montserrat (dans les deux sens)
- 41 : Sant Vicenç de Castellet, Castellbell i el Vilar, Montserrat ( C-55 ) +  Péage de Montserrat
- 49 : Manresa-sud ( BV-1225 )
- 50 : Manresa-centre ( BV-1225 )
- 54 : Sant Fruitós de Bages, Navarcles, Vic ( N-141c )
- 56 : Manresa-nord +
- Aire de service Sant Fruitós de Bages (sens Barcelone-Cerdagne)
- 57  Échangeur autoroutier entre C-16 et C-25 : Vic, Gérone, Lérida
- 59 : zone industrielle Plans de la Sala
- Aire de service Cabrianes (sens Cerdagne-Barcelone)
- 60 : Artés - Cabrianes - La Botjosa,  Aire de service
- 62 : Sallent-sud
- 64 : Sallent-nord
- 67 : Avinyo - Balsareny-sud
- 68 (de et vers arcelone) : Balsareny-centre
- 69 : Balsareny-nord, Suria ( C-1411a )
- 71 : L'Ametlla de Merola, Navàs-sud ( C-1411a )
- 73 : Navàs
- 75 (depuis la Cerdagne et vers les deux sens) : L'Ametlla de Merola - Navàs ( C-16 a )
- 77 (depuis Barcelone) : Can Vidal,  Aire de service Cal Vidal (sens Barcelone-Cerdagne)
- 79 : Puig-Reig-sud ( C-1411 a )
- 80
- 83 : Puig-Reig-nord - Santa Maria de Merlès ( BV-4406 )
- Tunnel de Casserres (1 025 m)
- 86 : Gironella-sud ( C-1411 a ), Aire de service
- 88 : Casserres, Gironella
- 90 : Prats de Lluçanès, Olvan ( C-62 ) - Gironella ( C-1411 a )
- 92 (de et vers Barcelone) : Cal Rosal ( BV-4035 )
- 95 : Cal Rosal ( C-16a )
- 96 : Solsona, Avia, Berga-sud ( C-26 a ) +  réduction en 2x1 voies avec des créneaux de dépassement et carrefours à niveaux
- 97 (Intersection) : Brega
- 98 (Intersection) : Berga-nord ( C-1411 a )
- Tunnel de Berga
- 99 : Vilada, Ripoll ( C-26 a ) - Sant Llorenç de Morunys
- 101
- Tunnel de Cercs
- 103 (échangeur complet) et  103B (de et vers la Cerdagne) : Cercs
- 104 (intersection, sens Cerdagne-Barcelone) et  105 (intersection) : Sant Jordi de Cercs
- Aire de service Cercs (dans les deux sens)
- 106 (intersection) : La Rodonella
- 107 (2 intersections) : Figols ( BV-4025 ) - La Nou de Bergueda ( BV-4022 )
- Tunnel de La Nou (179 m
- 110 (intersection) : Malanyeu
- Aire de repos La Nou de Bergueda (sens Barcelone-Cerdagne)
- Aire de repos Guardiola de Berguedà (dans les deux sens)
- Tunnel de Castell de Guardiola (146 m)
- 112 (intersection) : Vallcebre, Saldes, Gosol - Collet
- Aire de service Collet (sens Cerdagne-Barcelone)
- 114 (depuis les deux sens et vers Barcelone) Guardiola de Berguedà-sud
- 115 : Ripoll - La Pobla de Lillet - Sant Julià de Cerdanyola
- Tunnel de Guardiola de Bergueda
- 116 (depuis les deux sens et vers la Cerdagne) : Guardiola de Berguedà-nord
- 117 (intersection, de et vers Barcelone) et  118 (depuis les deux sens et vers la Cerdagne) : Bagà + début de section en montée à 7% sur 7km jusqu'au tunnel (zone payante)
- Aire de repos Baga (dans les deux sens)
- Tunnel du Cadi (5 020 m
- Passage de la Province de Barcelone à celle de Lérida
- Péage du Cadi à 130 km
- Aire de service du Cadi (dans les deux sens)
- 131  Échangeur autoroutier entre C-16 et E 9(de et vers Barcelone) : Masella, Alp, La Molina ( C-162 ) - Puigcerdà, Toulouse ( N-152 )
- 134  Échangeur autoroutier entre  LP-4033b  et C-16 : Prats, Alp ( LP-4033 ); fin de l'autoroute; la C-16 arrive sur la LP-4033 et rejoint la N-260
- Baltarga
- Carrefour giratoire entre  N-260  et C-16 : Puigcerdà, La Seu d'Urgell, Andorre; fin de la C-16

### Antenne de la C-16 (C-162-E9)
- Échangeur autoroutier entre C-16 et E 9; l'E 9 emprunte la  C-162
- 2 (intersection) : Urus
- 4 (intersection) : Das, Masella, La Molina
- Carrefour giratoire entre  C-162 -E 9 et  LP-4033b  : Alp - Prats, La Seu d'Urgell, Andorre ( LP-4033 )
- 7 (intersection) : La Molina ( GIV-4082 )
- 10 (intersection avec la  N-260 ) : Collada de Toses, Ripoll ( N-260 ); la  C-162  devient la  N-260 , fin de l'antenne de la C-16
- Carrefour giratoire entre  N-260  et  N-152 / N-154 -E 9 : La Seu d'Urgell, Andorre ( N-260 ); l'E 9 emprunte la  N-154  et traverse Puigcerdà via la  N-152
- Traversée de Puigcerdà
- Carrefour giratoire entre  N-152  et  N-154  : Bourg-Madame ( N-152 /N 20)
- Carrefour giratoire entre  N-154 /D 68 et N 20-E 9 : Llivia (enclave espagnole par la  N-154 /D 68) - Toulouse, Foix (N 20-E 9); l'E 9 emprunte la N 20 en France +  Entrée dans le territoire français

## Alternative
L'axe réunissant la N-152 et la C-17 forme le doublement libre de péage de la C-16. Cependant, son tracé demeure contraignant sur le plan du confort et du temps de parcours dans sa partie sinueuse comprise entre Queixans et Ripoll.

## Liens utiles
- Tunnels de Vallvidrera TABASA - exploitant des tunnels de Vallvidrera au Nord de Barcelone.
- AUTEMA AUTEMA - exploitant de la section à péage entre Rubí et Manresa.
- Tunnel del Cadi exploitant du Túnel del Cadí et de ses accès.

N.B. : Ces sites sont édités en espagnol et en catalan seulement.